# Isola della Scala
Isola della Scala település Olaszországban, Veneto régióban, Verona megyében. Lakosainak száma 11 567 fő (2023. január 1.). Isola della Scala Buttapietra, Nogara, Salizzole, Vigasio, Bovolone, Erbè, Oppeano és Trevenzuolo községekkel határos.

## Népesség
A település népességének változása:
| Lakosok száma | 11 572 | 11 545 | 11 567 |
|               | 2017   | 2018   | 2023   |

## Híres szülöttjei
- Riccardo Meggiorini, labdarúgó
- Elia Viviani, kerékpárversenyző